# 遼西郡
遼西郡（りょうせい-ぐん、拼音：Liáoxījùn）は、かつて中国に存在した郡。現在の河北省の一部と遼寧省の一部に相当する。

## 沿革

### 先秦時代
戦国時代、燕が北方の異民族を防ぐ目的で上谷郡・漁陽郡・右北平郡・遼西郡・遼東郡を初めて設置した。

### 秦代
紀元前222年、秦が燕を滅ぼすと、引き続き燕の故地に上谷郡・漁陽郡・右北平郡・遼西郡・遼東郡が設置された。

### 前漢代
州：幽州、戸数：7265、人口：352325、県数：14、小水48
- 且慮県
- 海陽県
- 新安平県
- 柳城県
- 令支県
- 肥如県
- 賓従県
- 交黎県
- 陽楽県
- 狐蘇県
- 徒河県
- 文成県
- 臨渝県
- 絫県

### 新代
8年12月、王莽が新を建てると、9年（始建国元年）、郡県名の改称が行われた。
- 鉏慮県（旧且慮県）
- 海陽県
- 新安平県
- 柳城県
- 令氏亭（旧令支県）
- 肥而県（旧肥如県）
- 勉武県（旧賓従県）
- 禽虜県（旧交黎県）
- 陽楽県
- 狐蘇県
- 河福県（旧徒河県）
- 言虜県（旧文成県）
- 馮徳県（旧臨渝県）
- 選武県（旧絫県）

### 後漢代
後漢が成立すると新朝で改称された県名が前漢の名称に戻されている。その後の行政区画の整理により県数が現象、一部の県は遼東属国に編入された。
49年（建武25年）、烏桓族の大人（たいじん：部族長）の郝旦（かくたん）らが後漢に朝貢すると、光武帝は彼らを幽州の各郡に居住させ、遼西郡にも烏桓族が住むようになる。
州：幽州、戸数：14150、人口：81714、県数：5
- 陽楽県
- 海陽県
- 令支県
- 肥如県
- 臨渝県

### 晋代
西晋から五胡十六国時代にかけて鮮卑族の段部や慕容部の本拠地となり、その地には前燕・後燕・北燕などの国家が形成された。北燕の431年（太興元年）に至り、遼西郡を省く。
州：幽州、戸数2800、県数：3
- 陽楽県
- 肥如県
- 海陽県

### 南北朝時代
北魏は平州界に遼西郡を置き、平州に付属させた。
州：平州、戸数：537、人口：1905、県数3
- 肥如県…孤竹山祠・碣石・武王祠・令支城・黄山・濡河あり。
- 陽楽県…太平真君7年（446年）に令支合資を併合し属す。武歴山・覆舟山・林楡山・太真山あり。
- 海陽県…横山・新婦山・清水あり。

577年（建徳6年）、北周は北斉を平定したが、なおも高保寧が平州で抵抗を続けた。隋代になると583年（開皇3年）に高保寧は討たれ、その地に営州が置かれる。

### 隋代
612年（大業8年）、隋朝は遼西郡を設置し、遼西・懐遠・瀘河の3県を併せて統領した。
県数：3
- 遼西県
- 懐遠県
- 瀘河県

### 唐代
618年（武徳元年）、燕州総管府と改められ、燕州に属する一県として遼西県の名がみえるが、郡名としては消滅した。

## 参考資料
- 『史記』（匈奴列伝）
- 『漢書』（地理志第八下）
- 『後漢書』（郡国志第二十三）
- 『晋書』（地理志上）
- 『魏書』（志第五 地形二上）
- 『隋書』（志第二十五　地理中）
- 『旧唐書』（志第十九 地理三）
- 『太平寰宇記』（卷七十一 河北道二十）